# Parrocchia di West Carroll
La parrocchia di West Carroll (in inglese West Carroll Parish, in francese: Paroisse de Carroll Ouest) è una parrocchia (equivalente al livello amministrativo della contee negli altri stati degli USA) situata nella parte nord-orientale dello Stato della Louisiana, negli Stati Uniti d'America. La popolazione al censimento del 2010 era di 11 604 abitanti. Il capoluogo è Oak Grove. La parrocchia venne fondata nel 1877, quando fu divisa la parrocchia di Carroll.
L'area di diffusione della coltivazione del cotone nella Louisiana nelle parrocchie lungo questo lato del Mississippi era anche chiamata Natchez District. Comprendeva le parrocchie di East Carroll (dopo la divisione del 1877), Concordia, Madison e Tensas.

## Storia
Prima della divisione, la parrocchia di Carroll prendeva nome da Charles Carroll del Maryland, l'unico cattolico firmatario della Dichiarazione d'indipendenza degli Stati Uniti d'America e ultimo sopravvissuto tra i firmatari del documento. Fu organizzata dagli americani europei dopo l'Acquisto della Louisiana.
La parrocchia di West Carroll ha una lunga storia di abitanti che precedono la formazione degli Stati Uniti di migliaia di anni.
Al margine meridionale della parrocchia si trova Poverty Point, un complesso di circa un miglio quadrato di antichi cumuli semi-circolari con corridoi radiali, uno dei più grandi siti nativi americani nel Nord America. Gli archeologi hanno determinato che il sito venne costruito nel tardo periodo arcaico, intorno al 1500 avanti Cristo, e costituì il punto centrale per i commerci della cultura di Poverty Point, che occupò la valle del basso fiume Mississippi. Venne paragonata alla "New York City" di due millenni fa. Gli artefatti mostrano commerci che raggiungevano l'attuale Georgia e gli stati dei Grandi Laghi, come il Wisconsin. Le successive tribù storiche che si stabilirono nell'area furono i Choctaw ed i Chickasaw.
Anche se l'area venne esplorata da molti francesi e spagnoli dal XVI al XVIII secolo, essi non si stabilirono permanentemente, scegliendo invece le aree sui fiumi che offrivano accesso più diretto al golfo ed ai principali mercati.

### Annessione agli Stati Uniti e sviluppo
Dopo l'Acquisto della Louisiana da parte degli Stati Uniti d'America nel 1803, tutta la Louisiana nord-orientale fu considerata parte della parrocchia di Ouachita, inclusa West Carroll. Nel 1807 un prete metodista, Moses Floyd, si stabilì sulla riva occidentale del Bayou Macon; in seguito, si sviluppò un centro commerciale conosciuto come "Floyd", ed il villaggio iniziò a crescere. Si sviluppò a meno di un miglio dal sito di Poverty Point.
Dato che popolazione europea-americana della parrocchia di Ouachita continuava a crescere, l'area fu divisa in parrocchie più piccole; nel 1832 fu fondata la parrocchia di Carroll da parte del Parlamento; questo fu il periodo della deportazione degli indiani, quando molti membri delle tribù locali vennero spostati nel Territorio indiano (l'odierno Oklahoma per porre fine alle loro rivendicazioni delle terre in Louisiana.
Il capoluogo della parrocchia era situato a Lake Providence, sulle rive del Mississippi. Nella parte iniziale del XIX secolo, la popolazione europea-americana della parte occidentale della parrocchia di Carroll continuò a crescere; la sua economia era basata in maniera predominante sulla produzione del cotone e del legname. Nel 1855 la popolazione era cresciuta al punto in cui vi erano sufficienti voti per spostare il capoluogo ad ovest del Bayou Macon, e fu pertanto scelta Floyd. Questa area si era sviluppata grazie ai fiorenti commerci, per via del traffico di battelli sul Macon. Nel 1856 iniziò la costruzione del nuovo tribunale, che fu terminato nel 1857.
Con lo spostamento del capoluogo, sempre più professionisti e commercianti si stabilirono a Floyd, e la città continuò a crescere grazie anche ai nuovi hotel, uffici postali, negozi e locali.